# Il primo paradiso
Il primo paradiso (The First Eden: The Mediterranean World and Man, chiamata anche Mediterraneo: Primo Eden nella versione televisiva) è una serie di documentari della BBC scritta e presentata da David Attenborough, trasmessa per la prima volta nel Regno Unito a partire dall'8 marzo 1987.
Le quattro puntate, ciascuna della durata di 55 minuti, illustrano il rapporto dell'uomo con gli ambienti naturali del Mediterraneo e costituiscono un accurato ritratto dei paesaggi, della fauna selvatica e delle piante che lo caratterizzano. Dai primi insediamenti umani alle città di oggi, dalle foreste della costa nordafricana e del Medio Oriente all'Europa meridionale, questa serie narra la drammatica storia che vede intrecciati uomo e natura.
La serie venne prodotta da Andrew Neal, in associazione con l'Australian Broadcasting Corporation e la WQED Pittsburgh. La musica venne composta e diretta da Carl Davis.
Questa serie di Attenborough costituisce un intermezzo tra le due serie del progetto Life Il pianeta vivente (1984) e Le sfide della vita (1990).
In Italia la serie venne trasmessa per la prima volta su Rai 1, all'interno del programma Il mondo di Quark, tra il 29 gennaio e il 1º febbraio 1990 e replicata più volte negli anni successivi; venne anche inclusa nella serie di VHS Alla scoperta del pianeta vivente (1995), che raccoglieva le serie di documentari fino ad allora prodotte da Attenborough.

## Puntate
(Estratto della narriazione di David Attenborough)

### 1. Nasce il giardino (The Making of the Garden)

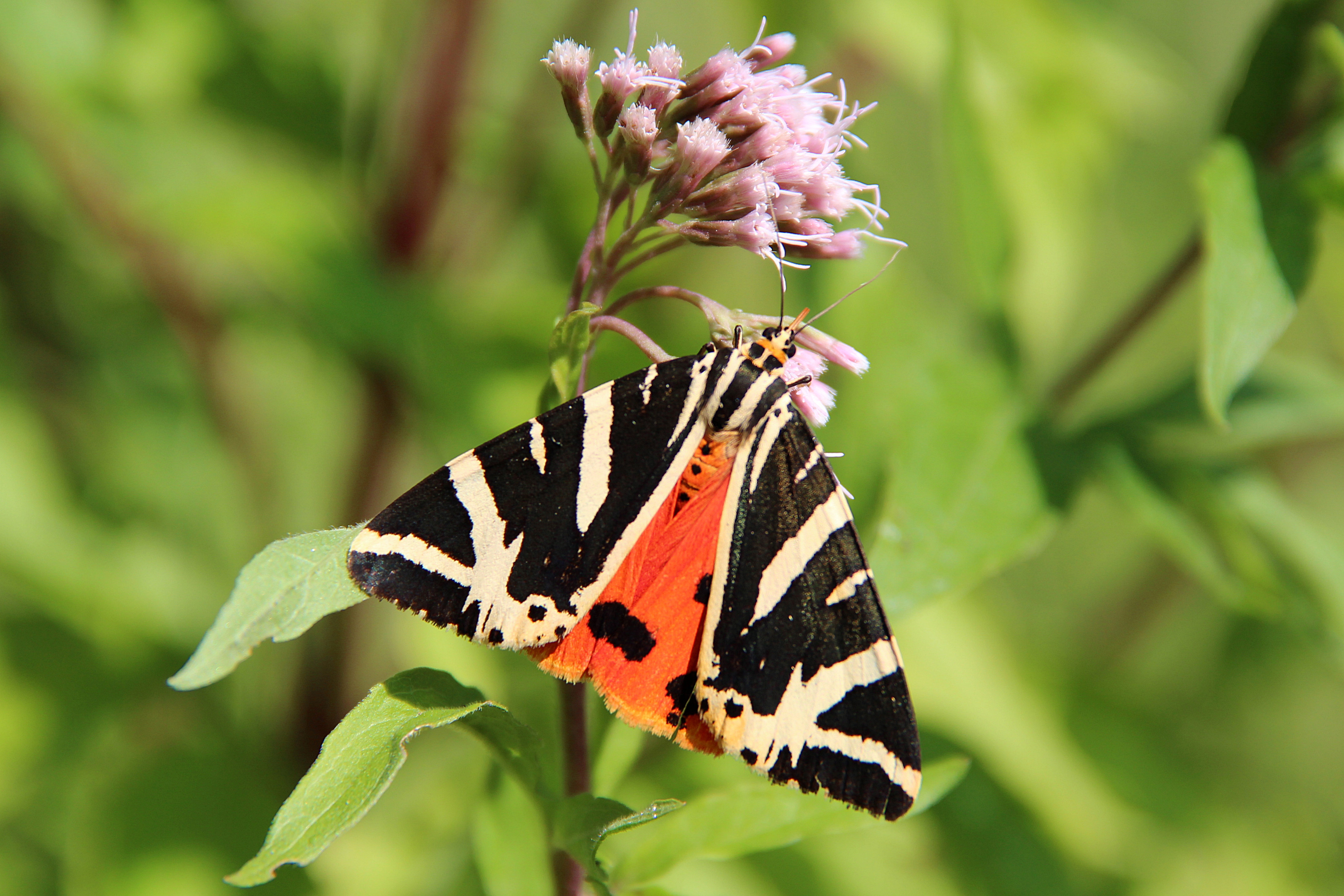
Nel primo episodio, Attenborough visita Rodi per assistere al raduno di un milione di farfalle della specie Euplagia quadripunctaria.

Messa in onda originale: 8 marzo 1987
Messa in onda italiana: 29 gennaio 1990
Attenborough apre la serie visitando il Mar Morto, dove il clima caldo e l'intensa evaporazione creano quelle condizioni che si verificarono su una scala molto più ampia quando il bacino del Mediterraneo, da poco formatosi, si prosciugò. Circa 5,5 milioni di anni fa, le acque dell'Atlantico invasero il bacino, permettendo alla vita marina di ricolonizzare il nuovo mare. Le montagne si trasformarono così in isole: alcune vulcaniche, altre formate da calcare. Le specie comuni rimaste segregate su queste isole si evolvettero in nuove specie. In una grotta di Malta, Attenborough rinviene i denti fossili di elefanti nani. La maggior parte delle specie insulari sono conosciute solo a partire dai loro resti fossili, ma recentemente è stata scoperta una specie ancora esistente, il rospo di Maiorca. Attenborough si cala in uno stagno isolato per trovarlo. In Europa, le piante in fiore segnalano l'arrivo della primavera. Questo innesca l'emergere degli insetti e, a sua volta, l'arrivo di uccelli insettivori come ghiandaie marine e gruccioni. Dopo la formazione del Mar Mediterraneo, il clima ha continuato a riscaldarsi, costringendo molti uccelli a prolungare le loro rotte migratorie tra Europa e Africa. Tra le specie esotiche che giungono qui vi sono spatole, cicogne bianche e fenicotteri. I rettili sono più attivi durante le estati calde. Attenborough cattura un colubro lacertino e descrive le sue abitudini di caccia. Alcune creature, tra cui camaleonti, istrici e pipistrelli frugivori, hanno colonizzato l'Europa dall'Africa. Presto potrebbero unirsi a loro le procavie, che hanno raggiunto Israele. L'arrivo dell'uomo, 28.000 anni fa, è noto grazie agli strumenti in selce e alle incisioni rupestri trovate nelle grotte spagnole. Le pitture rupestri successive dimostrano che l'uomo mediterraneo viveva ancora in società di cacciatori-raccoglitori 10.000 anni fa, ma presto le cose sarebbero cambiate.

### 2. Gli dei asserviti (The Gods Enslaved)

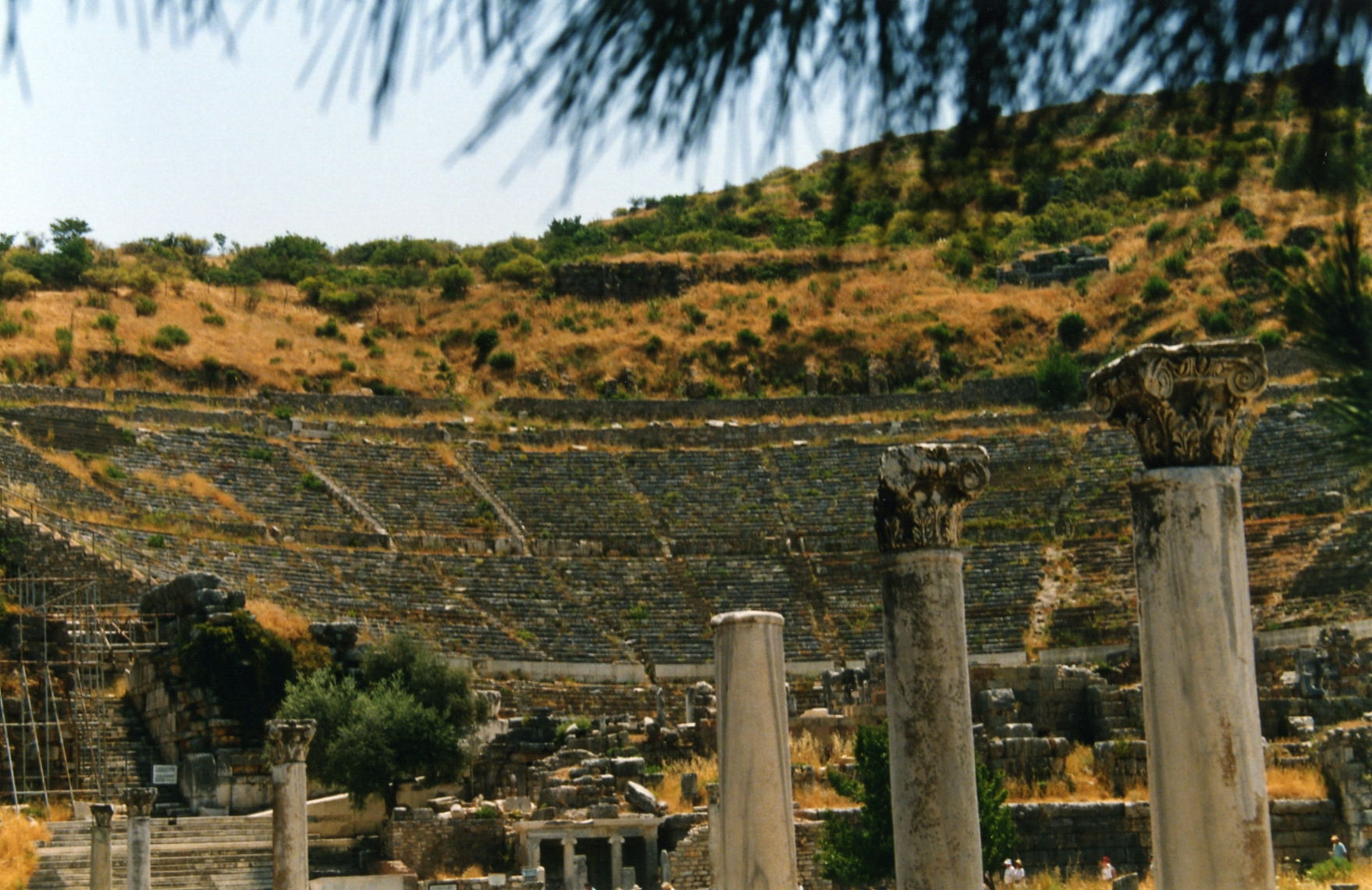
Nel secondo episodio, Attenborough visita il teatro di Efeso.

Messa in onda originale: 15 marzo 1987
Messa in onda italiana: 30 gennaio 1990
Attenborough esplora la vita delle prime civiltà del Mediterraneo, ponendo il simbolismo del toro al centro della sua narrazione. Le pitture rupestri in Francia e in Spagna e i geroglifici egiziani rivelano entrambi culture che veneravano il toro selvatico come simbolo di fertilità e di forza fisica. Gli antichi egizi veneravano molti animali, tra cui il dio-toro vivente Api, e riservavano loro la stessa sepoltura cerimoniale dei loro faraoni. Attenborough descrive il rituale che si teneva nel tempio di Api a Menfi. A Saqqara, sono stati rinvenuti i resti di oltre 4 milioni di ibis sacri mummificati portati come offerte dai devoti. La coltivazione dei cereali ebbe origine nel delta del Nilo, ma i minoici furono i primi a raccogliere le olive, usando macine girate da buoi per spremerle. Erano anche abili pescatori, i cui metodi tradizionali per la cattura di polpi e tonni vengono ancora praticati oggi dai nordafricani. Attenborough spiega come i giovani cretesi si confrontavano con i tori in arene appositamente costruite. I romani erano cacciatori appassionati, che sfruttavano gli animali selvatici che vivevano nel loro impero a scopo di divertimento, ma veneravano anch'essi il toro in particolare. La statua di Artemide, rinvenuta nel tempio di Efeso, è adornata da testicoli di tori. Delle oltre 600 città romane lungo la costa nordafricana, Leptis Magna era la più grande. La sua ricchezza si basava sul commercio del bestiame e dei prodotti raccolti dalle fertili terre circostanti: fichi, olive e grano. Ma disboscando la regione, i romani si spinsero nel baratro da soli. Anche se gli esseri umani avevano ridotto in schiavitù e sottomesso il toro, conclude Attenborough, non avevano ancora imparato il valore del mondo naturale.
(David Attenborough al termine del secondo episodio)

### 3. Le rovine della guerra (The Wastes of War)
Messa in onda originale: 22 marzo 1987
Messa in onda italiana: 31 gennaio 1990
Il rapporto tra uomo e cavallo ha una lunga storia nella regione mediterranea. La passione per i cavalli si diffuse dall'Asia centrale ad ovest, ma ci volle un po' per affermarsi come ritorno ad uno stile di vita pastorale. L'impero romano venne devastato dai saccheggi di unni, visigoti e vandali. Nel VII secolo, i cavalieri arabi si impadronirono di Gerusalemme e arrivarono in Spagna per diffondere la parola del Corano. Stabilirono basi a Cordova e Granada, portando con sé aranci e pavoni per i giardini delle loro impressionanti moschee. Gli arabi portarono in Europa anche le loro abilità nella caccia con il falco. Oggi questi uccelli vengono addestrati a catturare animali del deserto come lepri e ubare. Molti atteggiamenti nei confronti degli animali derivavano da credenze precristiane. Si riteneva che le salamandre pezzate fossero dotate di poteri magici, mentre si pensava che la mandragola fosse letale per coloro che raccoglievano le sue radici. Ancora oggi a Cocullo viene organizzata ogni anno una festa dei serpenti, in quanto si ritiene che questi animali portino protezione. Attenborough visita l'inespugnabile Krak dei Cavalieri in Siria per parlare delle Crociate. I ratti neri trasportati sulle navi dell'esercito cristiano in ritirata diffusero la peste in Europa, uccidendo un terzo della popolazione. Durante il Medioevo furono abbattute le foreste dell'Europa meridionale. Attenborough parla della deforestazione causata dal pascolo delle pecore merinos spagnole e dall'industria navale veneziana. Nonostante l'avvento del motore a combustione interna, i cavalli ricoprono ancora un ruolo importante nella cultura europea. Le scene finali mostrano i purosangue che corrono a Newmarket e un'esibizione della Scuola di equitazione spagnola a Vienna.

### 4. Un giardino da curare (Strangers in the Garden)
Messa in onda originale: 29 marzo 1987
Messa in onda italiana: 1 febbraio 1990
L'ultima puntata prende in esame l'impatto dell'uomo sul Mediterraneo durante il XX secolo. Attenborough pranza in un ristorante di Cipro con un pesce soldato rosso, una delle circa cento specie che hanno colonizzato il Mediterraneo dal Mar Rosso, attraverso il canale di Suez. Altri invasori sono stati meno benvenuti. La fillossera, un afide originario del Nordamerica, attaccò le viti francesi, e solo importando un vitigno resistente agli insetti dagli Stati Uniti fu evitata una catastrofe totale. La crescita del turismo ha portato allo sviluppo incontrollato di hotel e porti turistici, allontanando gli abitanti naturali delle coste come le foche monache mediterranee e le tartarughe caretta, che vengono a riva per deporre le loro uova. Il mare rischia di diventare sterile a causa della pesca eccessiva e dell'inquinamento. Attenborough si tuffa sotto la superficie per dimostrare la differenza tra una distesa florida di posidonie e una soffocata dalla sedimentazione da acque reflue non trattate. Nel frattempo, in Egitto, osserva gli effetti dannosi della costruzione di dighe sul Nilo, tra cui la riduzione della produttività agricola, il crollo della pesca delle sardine e il trasferimento della popolazione. L'abbattimento di milioni di uccelli migratori, la bonifica delle zone umide e gli incendi deliberatamente appiccati non fanno che aumentare la pressione sul mondo naturale. Vi sono, tuttavia, alcuni luoghi in cui l'ambiente del Mediterraneo è stato lasciato intatto. Uno è Plitvice, in Croazia, le cui foreste miste offrono riparo a molte creature scomparse altrove. Nelle disabitate isole Sporadi, ad est della Grecia continentale, rarità mediterranee come il gabbiano corso, il falco della regina e l'avvoltoio monaco possono ancora riprodursi liberamente.

## DVD e libro
Il primo paradiso è stato pubblicato in due DVD per la regione 2 (BBCDVD2402) il 27 agosto 2007. La serie compare anche nell'enciclopedia in DVD Life on Land, pubblicata il 3 novembre 2008, nonché (tranne l'ultimo episodio) nella serie di DVD BBC Atlas of the Natural World per le regioni 1 e 4.
Il libro che accompagnava la serie, Il Primo Paradiso: L'uomo e il Mondo del Mediterraneo (ISBN 0-002-19827-4), venne pubblicato da Collins il 9 marzo 1987, mentre in Italia venne pubblicato dalla De Agostini nel corso dello stesso anno.